# Trochalus iringicus
Trochalus iringicus är en skalbaggsart som beskrevs av Moser 1916. Trochalus iringicus ingår i släktet Trochalus och familjen Melolonthidae. Inga underarter finns listade i Catalogue of Life.